# ロビンソン (曲)
「ロビンソン」は、日本のロックバンド・スピッツの楽曲。1995年4月5日にポリドールより通算11枚目のシングルとして発売された。バンドにとって、オリコンチャートトップ10に初めてランクインし、自身の楽曲で最大のヒットとなっている。
売上が162万枚を超える大ヒットを記録した。

## 概要

### 制作背景
CDシングルに収録された「ロビンソン」と「俺のすべて」は、いずれも1995年の初頭に東京都のグリーンバード杉並にてレコーディングされた（「ロビンソン」は1月17日）。制作段階でバンドはどちらをA面にするかは決めておらず、「俺のすべて」から先にリハーサルに取り掛かっている。最終的に「ロビンソン」が1曲目に選ばれたものの、作詞・作曲を担当した草野はこの曲の音楽性が「ポップすぎる」という印象を抱いており、シングルとして発表することにあまり乗り気ではなかったという。
シングルの制作中、草野は「ロビンソン」を“いつものスピッツの、地味な曲”と感じ、バンドの他のメンバーや共同プロデューサーの笹路正徳にもそう話していたという。フジテレビ系列で放送されていた夕方のバラエティ番組のテーマ曲として発売時に1か月オンエアされたことを除けば、この楽曲のための表立ったプロモーション活動はほとんど行われなかった。それにもかかわらず、この楽曲は1995年の初夏にスリーパー・ヒットを記録することとなる。この楽曲が思いがけず大衆的な支持を集めたことについて、草野は2007年に出版されたグループの回顧録『旅の途中』の中で「人気テレビ番組やCMのタイアップではないし、テレビによく出ていたわけでもないのに、なぜあの曲がこんなに長く売れているのか、と当時抱いた疑問の答えはいまでもわからない」と明かしている。
また、イントロやサビでリフレインされる印象的なアルペジオフレーズはリードギターの三輪テツヤが持ってきたフレーズをそのまま採用しており、プロデューサーの笹路正徳はこのアルペジオのフレーズもこの曲の印象を決定づける重要な要素だったと語っている。

### リリース
世間に流通している「ロビンソン」のシングルは、そのほとんどが1995年の4月5日にリリースされた8cm盤CDである。フロントカバーの写真は、2006年に発売されたシングルA面曲をまとめたコンピレーション『CYCLE HIT 1991-1997 Spitz Complete Single Collection』の歌詞カードにも掲載されている。
オリジナルが発売された年の8月25日には、スピッツにとって初めてのアナログ盤となる7インチのシングルが限定生産された。B面には、「ロビンソン」に次ぐシングルとして発売されヒットの最中であった「涙がキラリ☆」が収録されている。フロントカバーには、草野がCDシングルのジャケットやプロモーションビデオで手に持っているものと同じ型のレコードプレーヤーのイラストが描かれている。このビニール・リリースは“GOLDEN HIT SERIES”と冠されてシリーズ化し、ヒット曲を両面にフィーチャーした続編的なアナログ盤EPが1997年まで3年連続で相次いでリリースされた。
2000年の6月28日には、Spitz Single Archivesシリーズの一部として、12cm盤のマキシCDシングルがリリースされた。

### タイアップ等
「ロビンソン」は、シングルが発売された際にフジテレビ系バラエティ番組『今田耕司のシブヤ系うらりんご』の1995年3月 - 4月度のエンディングテーマに起用された。1996年には、フジテレビ系ドラマ『白線流し』の挿入歌として使用された。2001年には キリンビバレッジ「午後の紅茶」CMソングとして、2016年には「Google Play Music」CMソングとしても使用されている。
また、日本テレビ系で放送されたドラマ『君といた未来のために 〜I'll be back〜』（1999年）では、主人公が1995年にタイムスリップするたびに「ロビンソン」が流れていた。

## 収録曲
| 全作詞・作曲: 草野正宗、全編曲: 笹路正徳 & スピッツ。 |                |          |            |      |
| #                                                     | タイトル       | 作詞     | 作曲・編曲 | 時間 |
| 1.                                                    | 「ロビンソン」 | 草野正宗 | 草野正宗   | 4:21 |
| 2.                                                    | 「俺のすべて」 | 草野正宗 | 草野正宗   | 4:05 |
| 合計時間:                                             | 合計時間:      | 8:26     |            |      |

### 楽曲解説
1. ロビンソン
曲名は、草野がタイを旅行した際に印象に残っていたというロビンソン百貨店から命名されたもので、制作時の仮タイトルだったものがそのまま正式名称に採用されたが、楽曲そのものとは関連性はなく、歌詞中にも「ロビンソン」というフレーズは一切登場せず[5][10]、歌詞冒頭の「河原の道」は草野の出身元である福岡市早良区の室見川が着想となっており、一部のファンからは"ロビンソン川"と呼ばれているという。
イントロはギターの三輪テツヤが手掛けた[7]。同年にリリースされた6枚目のオリジナル・アルバム『ハチミツ』に収められたほか、1999年の年末にポリドールからリリースされたベスト盤『RECYCLE Greatest Hits of SPITZ』、2006年にユニバーサルからリリースされたシングルA面曲の全集『CYCLE HIT 1991-1997 Spitz Complete Single Collection』、2017年に発売されたコンプリート・シングル集『CYCLE HIT 1991-2017 Spitz Complete Single Collection -30th Anniversary BOX-』にも収録されている。イ長調[11]。
2. 俺のすべて
草野はシングルの制作段階ではこの曲のほうをより気に入っていたものの、曲名で“俺”という一人称を使ったことなどに対して「不自然に急に男っぽくなった」とも感じ、シングルのA面にすることを躊躇したため、2曲目に配置されることになった[6]。
1999年3月にリリースされたスペシャル・アルバム『花鳥風月』には、最後のサビ前のブレイクが若干短めになっているされた形で収録されている。なお、後に発売された『花鳥風月+』には、シングルバージョンが収録されている。
ライブでは草野がタンバリンを叩きながら歌う。

### 限定7インチシングル
- A面 ロビンソン (4:21)
- B面 涙がキラリ☆ (3:58)

## 演奏
- 草野マサムネ: Vocals
- 三輪テツヤ: Guitars
- 田村明浩: Bass Guitar
- 﨑山龍男: Drums, Percussion

ロビンソン
- 笹路正徳: Keyboards, Vibraphone

俺のすべて
- 横山剛: Programming

## 反応と評価

### チャート成績
"地味な曲だし売れないだろう"という制作者の予想に反して、「ロビンソン」は発売と同時に商業的な成果を成し遂げた。CDシングルはリリースの翌週に発表されたオリコン週間チャートにおいて9位に初登場し、バンドに初めてのトップ10ヒットをもたらした。その後数カ月にわたってトップ10の周辺にランクインし続け、週間チャート上では最高4位ながら、最終的な売り上げは160万枚を突破した。1995年5月以降3カ月連続で月間ランキングの10位以内にランクインし、その翌月も20位以内に留まった結果、年度末のランキングでは9位にランクイン。2020年現時点でなおこの曲は彼等にとってキャリア中最も多くのセールスを記録したシングルである。また、オリコンの歴史上、トップ3に入らなかったシングルの中で最も売れた作品という記録を持っている（2020年現在）。
「ロビンソン」のCDシングルは、120万枚以上の出荷枚数によって1995年10月に日本レコード協会よりトリプル・プラチナに認定された。この楽曲は、発売から10年以上が経過した2000年代半ば以降にも音楽配信の分野において売上数を着々と伸ばし続け、PCと着うたフルの2つのカテゴリで同協会からそれぞれゴールド（≒10万以上のダウンロード数）、プラチナ（25万以上）の認定を受けている。
2010年4月にYouTubeで配信された公式MVは2019年9月2日に1億再生を突破した。1990年代にリリースされた楽曲としては初の出来事となった。

### 受賞
1995年の年末に授賞式が行われた『第37回日本レコード大賞』で、「ロビンソン」は優秀作品賞に選出された。この楽曲をフィーチャーしたバンドの6枚目のスタジオ録音作『ハチミツ』も、優秀アルバム賞に選ばれている。

## 主なカバー等

### ロビンソン
2020年時点で、「ロビンソン」は少なくとも40組以上のアーティストによるカバー・バージョンが発売されている。また、この楽曲の前奏は、2007年発表のエイジアエンジニアの「ウレイヨ」（シングル『君は君のままで』収録）、さらに2010年発表の加藤ミリヤの「X.O.X.O.」（アルバム『HEAVEN』収録）においてサンプリングされた。
以下、年は初出年。（）内は収録作品名。作品名に特に記載がないものはアルバム。
- 2002年 - 羅針盤（『一期一会 Sweets for my SPITZ』）
- 2007年 - 山本潤子（『SONGS』）
- 2007年 - 佐藤竹善（SING LIKE TALKING）（『ウタヂカラ〜cornerstones4〜』）
- 2007年 - 美吉田月（『pure flavor #1〜color of love〜』）
- 2008年 - 中西保志（『STANDARDS3』）
- 2008年 - Salon（宮良彩子）（『My Time』）
  - CD帯に三輪テツヤのコメントが寄せられた。
- 2008年 - Little whisper/Naomile（『SWEETS HOUSE for J-POP HIT COVERS』）
- 2008年 - V.A.（eighteen degrees.(Ken Arai)監修、『Child's Fantastic Moment 2』）
- 2008年 - Chiwa（『COTTON GARDEN』）
- 2008年 - Pino schizzo（伊沢ビンコウ）（『pino schizzo's Vintage Style』）
- 2009年 - 桑田佳祐（ライブDVD『昭和八十三年度!ひとり紅白歌合戦』）
- 2009年 - 中村あゆみ（『VOICEII』）
- 2009年 - 髙橋真梨子（『No Reason 〜オトコゴコロ〜』）
- 2009年 - SISTER Voice feat. Rina Steama（坂本梨.奈）（『LOVEsT -Afternoon Remix-』）
- 2009年 - Flannel Flower （『Pure』）
- 2010年 - SOTTE BOSSE（『You Are Mine』）
- 2010年 - 平井景（『SORA』）※ジャズ・アレンジ バージョン
- 2011年 - Water（『Water Covers』）
- 2011年 - サカモト教授（『サカモト教授の8bit ジュークボックス』）
- 2011年 - A BOY'S SONG（『Spitz COVERS』）※パンクロック・アレンジバージョン
- 2011年 - 星野みちる（『Bitter&Sweet』）
- 2013年 - ゴスペラーズ（シングル「ロビンソン/太陽の5人」、アルバム『ハモ騒動』、ベスト・アルバム『G25 –Beautiful Harmony-』）
- 2013年 - 絢香（アルバム『遊音倶楽部 〜1st grade〜』、ライブDVD『LIVE TOUR 2013 Fortune Cookie〜なにが出るかな!?〜』）
- 2013年 - ツヅリ・ヅクリ（『カバー・ヅクリ』）
- 2013年 - nabienona（『ハモる!LOVE GUITAR POP〜聴くと恋がしたくなる名曲達〜』）
- 2014年 - UNCHAIN（『Love & Groove Delivery Vol.2』）
- 2014年 - 多岐川舞子（『エンカのチカラ プレミアム ≪赤盤≫』）
- 2014年 - GHOST COMPANY（『LOUD EATS J-POP』）※ハードロック・アレンジ バージョン
- 2014年 - 朝倉さや（『方言革命』、ライブDVD『朝倉さや LIVE DVD 2018.6.29 東京キネマ倶楽部公演 ～サウルスティラノが歩いた日～』）※山形弁バージョン
- 2015年 - 9mm Parabellum Bullet（トリビュートアルバム『JUST LIKE HONEY 〜『ハチミツ』20th Anniversary Tribute〜』）[23]
- 2015年 - Sayulee（『1st Songs』）
- 2015年 - Spinna B-ILL （『ROMANTIK NOISE』）
- 2016年 - 壮一帆（『麗人REIJIN -Season 2』[24]）
- 2016年 - 森恵（『COVERS Grace of The Guitar+』、ライブDVD『MEGUMI MORI Concert at SHINAGAWA GLORIA CHAPEL - SINGING VOICE 2017 -』）
- 2017年 - 沢田知加子（『こころ唄 ～BEST & COVER 30～』）
- 2017年 - Noa （『Supple』）
- 2017年 - 豊永利行（『T's』）
- 2019年 - Uru （8thシングル『願い 《初回生産限定盤》』の特典ライブDVD）
- 2020年 - ハラミちゃん （『ハラミ定食〜Streetpiano Collection〜』）
- 2022年 - 小野賢章（『[Re:collection] HIT SONG cover series feat.voice actors 〜90's-00's EDITION〜』）
- 2025年 - Maika Loubté[25][26]

英語詩でのカバー
- 1996年 - イギリスのバンド、アウチ!(OUCH!)（シングル「It Could Have Been Me」、アルバム『KNOCK!KNOCK!』）
  - バンドオリジナルの英語詞（ケヴィン・テイラー作）でカバー。日本ではサッポロビールの発泡酒「ドラフティーブラック」のCMに使用された。
- 2003年 - エフェメラ(Ephemera)（『air』）
  - ケヴィン・テイラー作の英語詞バージョン。

- 2004年 - ピエール・ジャン・ジドン Feat.Emiko + Sergio（『ハロー!』、『Canary-Little Mermaid』）
  - ケヴィン・テイラー作の英語詞バージョン。

- 2011年 - デビー・ギブソン（『Ms. Vocalist』）
  - 本山清治 作の英語詞バージョン（この英語詞で歌われた最初のカバー）。
- 2012年 - BENI（『COVERS』）
  - 本山清治 作の英語詞バージョン。

- 2012年 - V.A.（サウンド・プロデュース Namy）（『J Soul Lounge Love Song』）
  - 本山清治 作の英語詞バージョン。
- 2014年 - Cafe lounge exercise（『楽しくジョギング〜The Covers』）
  - 本山清治 作の英語詞バージョン。
- 2015年 - カナダのアカペラグループ、ルーカス・ティーグ（『4 Voices ~covers of male songs ~』）
  - 本山清治 作の英語詞バージョン。
- 2016年 - V.A.（『ORGANIC CAFE ～Take a breath～』）
  - 本山清治 作の英語詞バージョン。

韓国語詩でのカバー
- 1996年 - 李博士（『ポンチャック大百科』）

替え歌
- 1997年 - 嘉門タツオ （シングル「新・替え唄メドレー」の一部分、アルバム『オー！マイガー』、ベスト・アルバム『祝☆還暦 オールタイム・ベスト ～暦盤～』）

### 俺のすべて
- 2015年 - スコット・マーフィー（トリビュートアルバム『JUST LIKE HONEY 〜『ハチミツ』20th Anniversary Tribute〜』）[23]